# Моэд
Моэ́д (ивр. מועד‎ — «время; праздник») — второй из шести разделов Мишны, посвящён законам шабата, праздников и постов. Раздел Моэд содержит 12 трактатов, все из которых прокомментированы в Иерусалимском и Вавилонском Талмудах. Исключением является трактат Шкалим, который существует лишь в составе Иерусалимского Талмуда, но по традиции его включают и во все издания Вавилонского Талмуда.
Порядок трактатов в Мишне следующий:
1. Шаббат,
2. Эрубин,
3. Песахим,
4. Шекалим,
5. Йома,
6. Сукка,
7. Беца (или Иом-Тоб),
8. Рош га-Шана,
9. Таанит,
10. Мегила
11. Моэд-Катан,
12. Хагига.